# Charles Laval

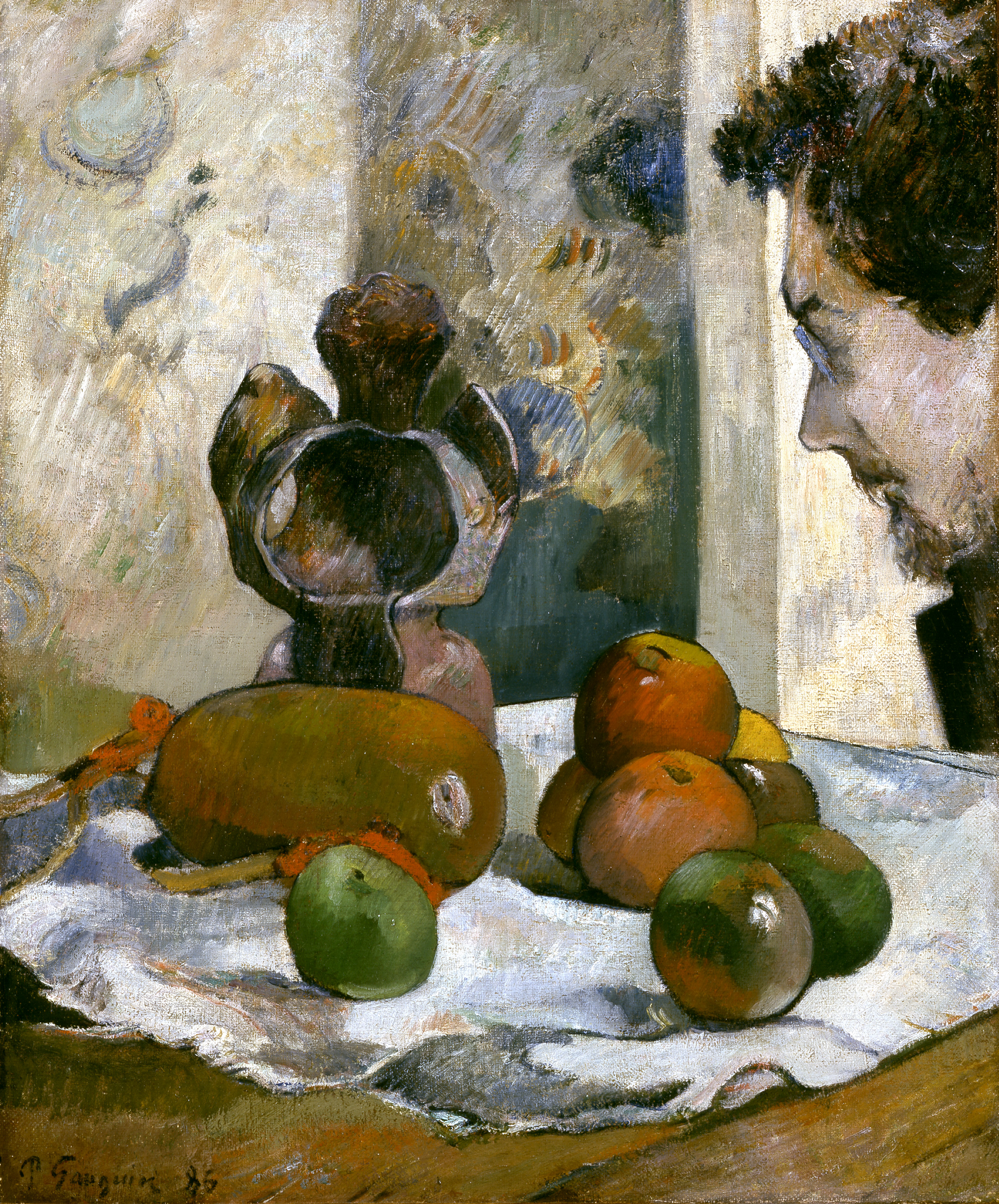
Paul Gauguin, Stilleven met profiel van Laval 1886

Charles Laval (Parijs, 17 maart, 1862 – Caïro, 27 april 1894) was een Frans kunstschilder. Hij wordt gerekend tot de stroming van het postimpressionisme en het cloisonnisme.

## Leven en werk
Laval was de zoon van een Parijse architect en een Poolse moeder. Hij was een leerling van Léon Bonnat en Fernand Cormon en exposeerde in 1883 voor het eerst in de Parijse salon. Henri de Toulouse-Lautrec, Émile Bernard en Louis Anquetin behoorden tot zijn vrienden.

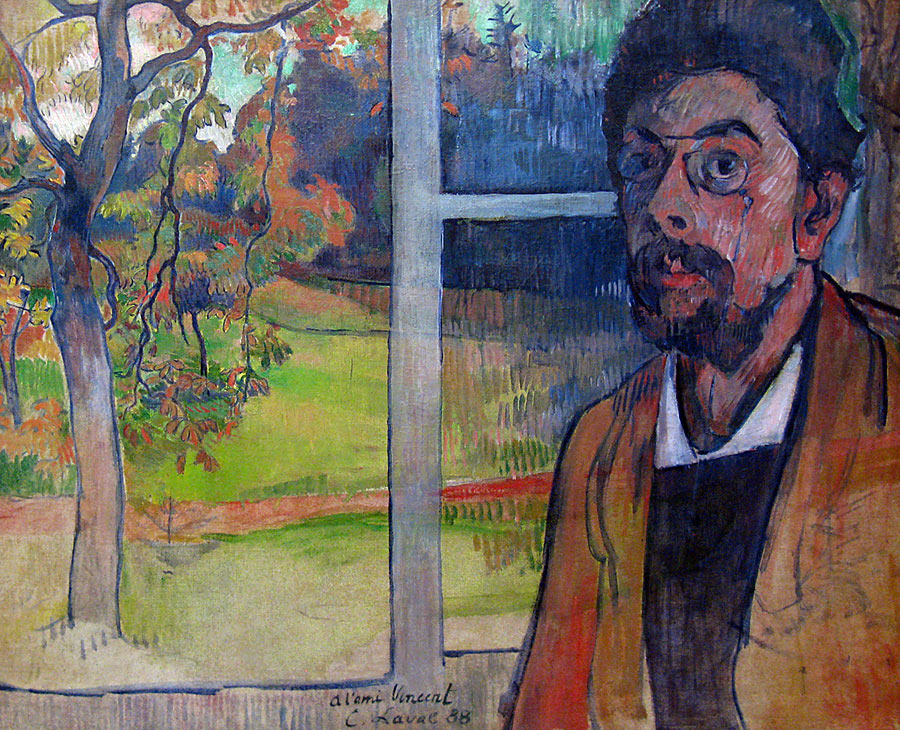
Zelfportret (geruild met Van Gogh)

In 1886 ontmoette hij Paul Gauguin in het Pension Gloanec in Pont-Aven. De twee werden boezemvrienden en reisden in 1887 samen naar Panama en vervolgens naar Martinique. Daar maakte Laval een reeks landschappen in felle kleuren, welke later ten onrechte ook wel aan Gauguin werden toegeschreven. De synthetistische stijl van Laval was ook sterk gelijkend aan die van Gauguin.
Terug in Frankrijk sloot Laval zich aan bij de School van Pont-Aven.
In 1888 sprak hij een zelfportrettenruil af met Vincent van Gogh, zoals van Gogh dat onder andere ook met Gauguin deed. Lavals zelfportret, dat momenteel in het bezit is van het Van Gogh Museum, werd door Van Gogh in een brief aan zijn broer Theo uitgebreid geprezen om zijn "kracht" en psychologische kwaliteiten.
In 1889 exposeerde Laval met onder anderen Gauguin, Louis Anquetin en Émile Schuffenecker diverse werken in het Parijse café Volpini. Later dat jaar stelde hij meerdere schilderijen tentoon op de wereldtentoonstelling te Parijs, welke geprezen werden door een groep jonge schilders die later de kunstenaarsgroep Les Nabis zouden vormen, waaronder Pierre Bonnard, Édouard Vuillard, Maurice Denis, Aristide Maillol, Paul Ranson en Suzanne Valadon.
In 1890 vertrok Laval met zijn vrouw Madeleine naar Caïro, welke stad hij niet meer zou verlaten. Hij overleed in 1894 aan tuberculose, op 34-jarige leeftijd. Werk van hem is momenteel onder andere te zien in het Musée d'Orsay.

## Galerij

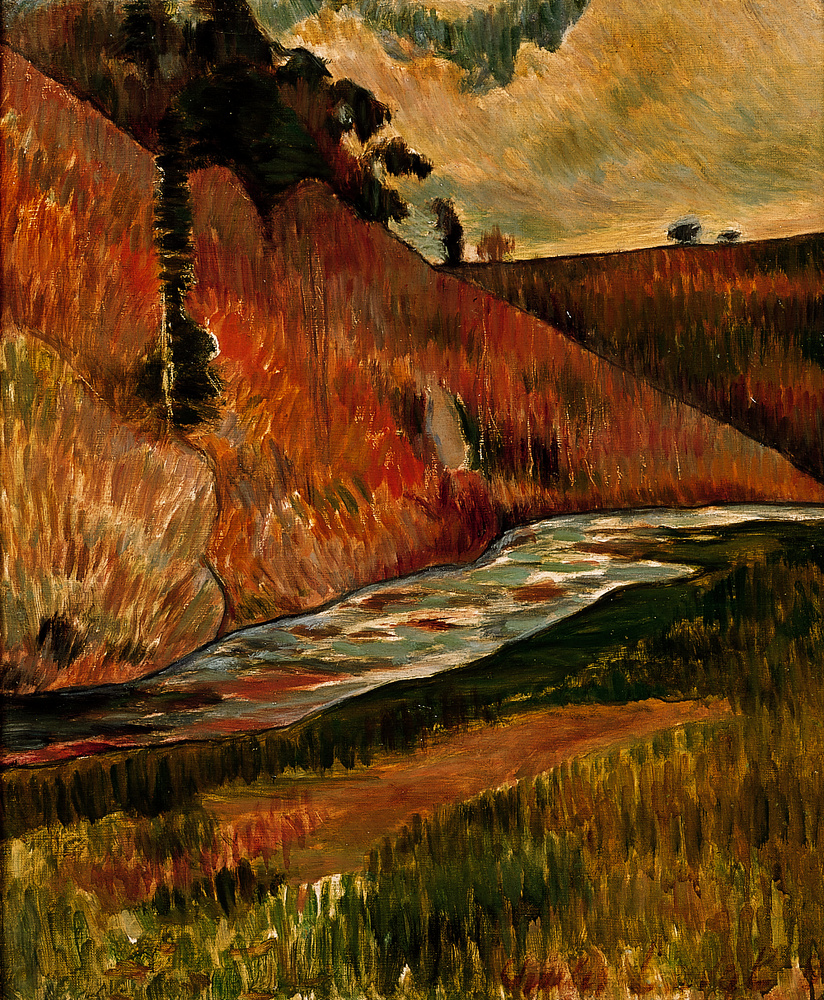
Paysage (L'Aven)
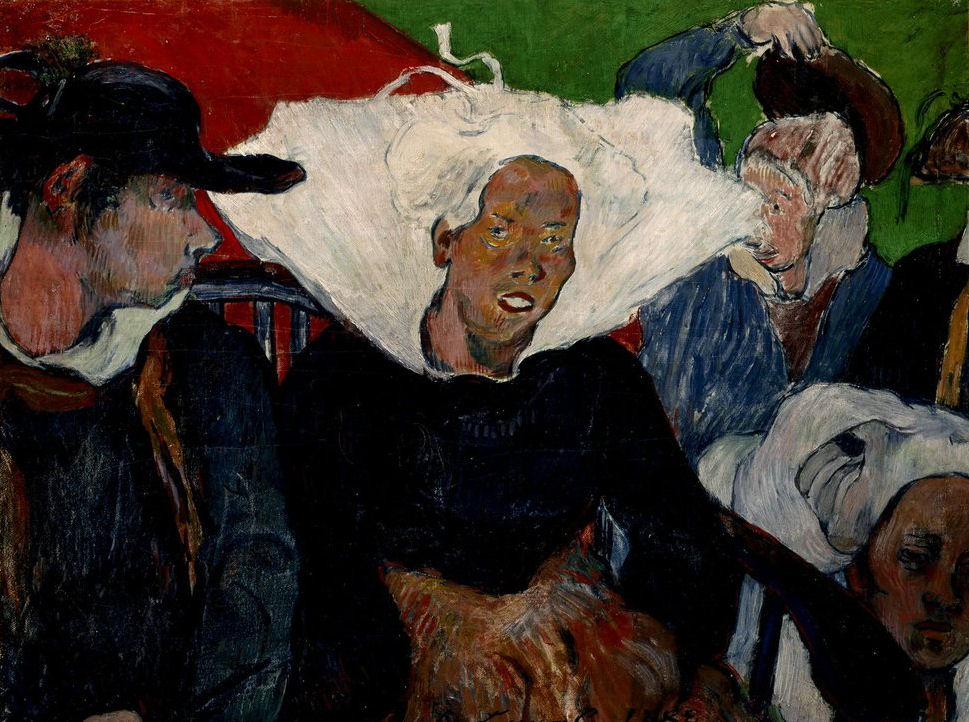
Allant au marché
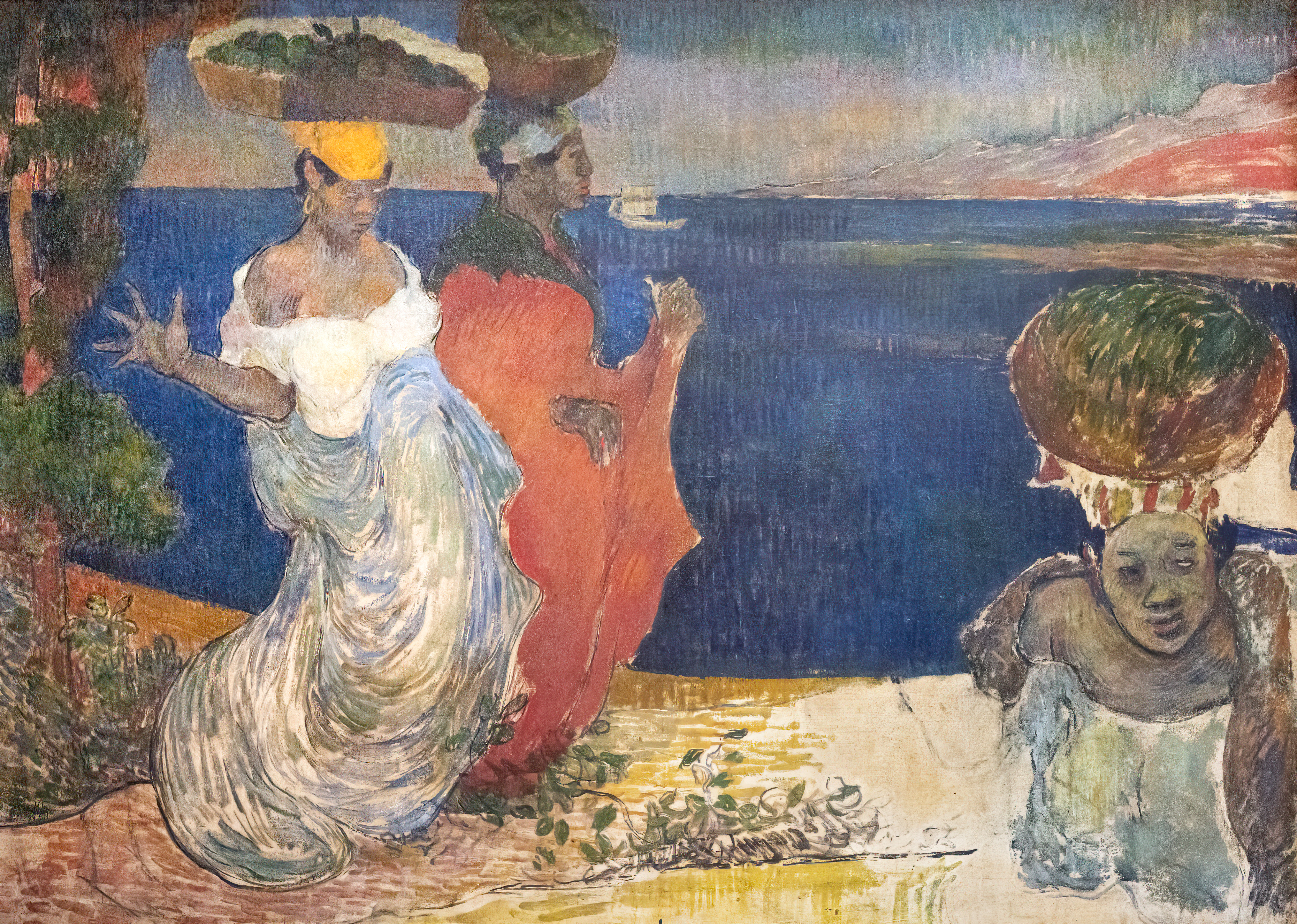
Femmes au bord de la mer
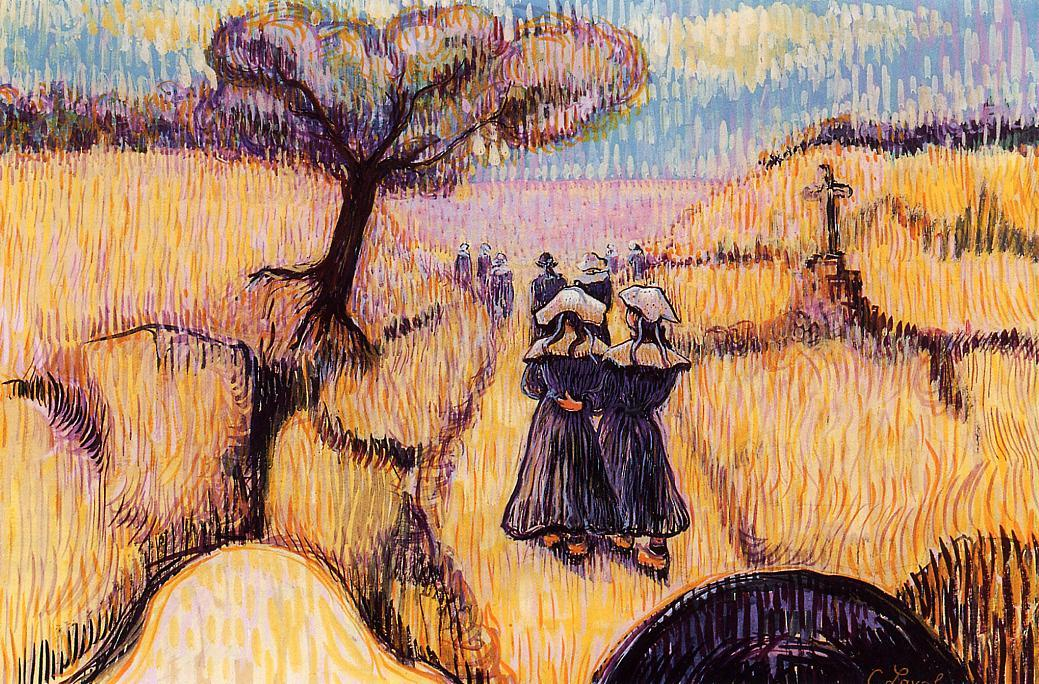
Bretons se promenant
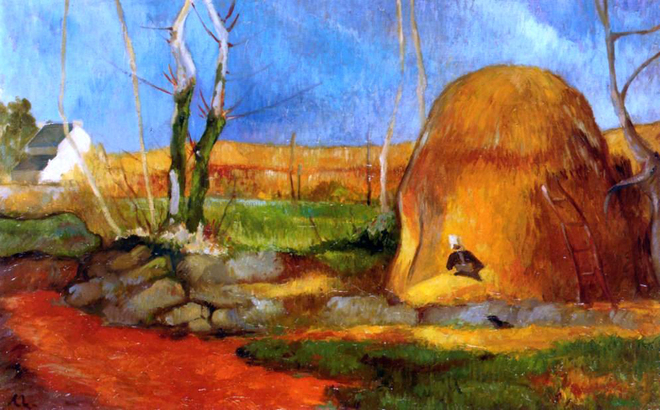
Récolte en Bretagne